# A Business Affair
A Business Affair is een Franse komische film.

## Rolverdeling
| Acteur                  | Personage   |
| ----------------------- | ----------- |
| Jonathan Pryce          |             |
| Christopher Walken      | Vanni Corso |
| Carole Bouquet          |             |
| Fernando Guillén Cuervo |             |
| Sheila Hancock          |             |
| Anna Manahan            |             |
| Tom Wilkinson           | Bob         |
| Marisa Benlloch         |             |